# アイアンマン
『アイアンマン』（英: Iron Man）は、マーベル・コミックが刊行しているアメリカン・コミック。アニメや映画作品も制作されており、2008年5月2日には実写映画『アイアンマン』が公開された。

## 登場人物

### 主人公
アンソニー・エドワード・スターク/アイアンマン

### 交友関係
ハッピー（Happy）
本名：ハロルド・（ハッピー）ホーガン（Harold "HAPPY" Hogan）
トニーの運転手でボディーガード。
ペッパー（Pepper）
本名：ヴァージニア・（ペッパー）ポッツ（Virginia "PEPPER" Potts）
トニーの秘書。後に交際する。実写映画『アベンジャーズ/エンドゲーム』では、レスキューとして登場する。
エドウィン・ジャービス（Edwin Jarvis）
トニーの父の代から仕える執事。日常生活や仕事、戦闘のサポートも行う。
実写映画では精巧なAIフラックスネット「J.A.R.V.I.S.」として登場。
ウォーマシン（War Machine）
本名：ジェイムス・ルパート・（ジム・）ローズ（James Rupert "Jim" Rhodes）
トニーが戦えなくなった時にアイアンマンの代役を務めた。死を装っていたトニーに憤怒して袂を分かち、ウォーマシンを名乗るようになった。
実写映画版にも登場。二作目からはウォーマシンとして、三作目ではアイアン・パトリオットとして活躍する（俳優は第一作と二作目以降で代わっている）。
ダミー（DUMMY / DUM-E）
実写映画版に登場するロボットアーム。アームの左側面に「DUM-E」と書かれている。ダミー（不器用）という名前の通り鈍くさく失敗が多い。『1』ではトニーの命を救った。『3』でスターク邸が襲撃された際に海中に沈んでしまうが、引き上げられている。
ユー（YOU / U）
実写映画版に登場するロボットアーム。アームの左側面に「U」と書かれている。『1』ではトニーが飛行実験中のカメラ係、『2』ではトニーとペッパーが飲むシャンパンを運んだり、プリズム加速器制作のサポート、『3』ではマーク42の装着実験のカメラ係を行っていた。『2』ではトニーが飲むクロロフィルをまき散らかしてしまったり、『3』では装着パーツが当たったことでカメラを落してしまい、慌てふためいていた。『3』でのスターク邸が襲撃された際の攻撃で大破してしまったが、残骸は引き上げられている。
バターフィンガー（Butterfingers）
実写映画版にのみ登場するロボットアーム。『1』でペッパーがトニーのリアクターを交換する際に登場している。
アベンジャーズ（Avengers）
ヒーローチーム。アイアンマンは中核メンバーであるビッグ3の一人として知られている。
イルミナティ（Illuminati）
クリー/スクラル戦争（星間列強種族による宇宙戦争）を切っ掛けに結成されたヒーローチームのリーダー6人による極秘のコミュニティ。トニーもアベンジャーズの代表として参加している。
エディー・マーチ
アイアンマンとして活動した。
ミカエル・オブライエン
短期間ながらアイアンマンとして活動した。

### ヴィラン
マンダリン
犯罪組織の首領。フィン・ファン・フームの惑星から来た古代宇宙船から発見した10個の指輪の力（レーザー光線、インパクトビーム、火炎放射、冷凍光線、暗黒光線、電撃、突風、物質崩壊、物質変換、精神支配など）を使って戦うヴィラン。自称「ジンギス・カンの子孫」。
実写映画版では、マンダリンの特徴である10個の指輪を付けていることに由来する名前のゲリラ「テン・リングス（10個の指輪）」が登場する。『3』にテン・リングスのリーダーとして登場するが、実際はエクストリミスを利用している真の黒幕によって金で雇われ、テン・リングスのリーダーという架空の役割を演じさせられていた只の俳優だった。
テムジン
マンダリンの息子。
モーガン・スターク
トニー・スタークの従兄弟。トニーに憎しみを抱いており、トニーの財産を狙っている。
アイアンマン2020 / アーノ・スターク
近未来のパラレルワールドを舞台としたミニシリーズ「マシンマン2020」（1984年刊行）で、2020年の世界に蘇ったマシンマンの敵として初登場した未来世界の悪人。1994年に、未来から現代にやってきたアイアンマン2020が登場する1号読切の主役コミックが出版されたが、タイムマシンの効果切れで再び未来に戻り、それ以降長い間登場しなかった。しかし、現実の年代が実際に2020年になったことで、現代の世界のアーノ・スタークがアイアンマン本編の物語に大きくかかわる形で登場することになった。
グレゴール・シャパンカ / ジャックフロスト / 初代ブリザード
スターク・インダストリーズの科学者。初代ブリザードとなるが、未来から来たアイアンマン2020に殺される。
アイアンモンガー / アバディア・スティン
オバデヤ・スターン、オバディア・ステインと記述されることもある。スターク・インダストリーズの乗っ取りを企む事業家で、コミックでは既に故人。
ジャスティン・ハマー
ヴィランに兵器を与えている会社の社長。超音波を使ってアイアンマンのアーマーを誤作動させたこともある。
実写映画では二作目にて登場する。
クリムゾン・カウル
ジャスティン・ハマーの娘。
ドニー・ギル / 2代目ブリザード
ジャスティン・ハマーの元部下であり2代目ブリザードとなるが、改心してアイアンマンに協力するようになる。
アーサー・パークス / リビング・レーザー
手首につけた装置からレーザー光線を発射する。アイアンマンとの戦闘中に過負荷状態になったレーザー装置が爆発し、人間としての肉体が消滅した。しかし、意識を保ったまま光子でできた体を手に入れ、より強力なヴィランへと生まれ変わった。
マーク・スカーロッティ / ウィップラッシュ / ブラックラッシュ
特殊なムチの使い手。コミックでは既に故人。ウィップラッシュは実写映画第二作にて宿敵として登場する。
クリムゾン・ダイナモ
旧ソ連製のアーマーに身を包んで戦うヴィラン。初代はロシアの科学者アントン・バンコが製作し、それ以降、多くの人物がクリムゾン・ダイナモ・アーマーを装着することになる。政治的立場でアイアンマンと国家を超えて共闘することがあり、初代のアントン・バンコはアメリカに亡命後、アイアンマンを救って命を落とした。五代目デミトリ・バカーリン、六代目ヴァレンティン・シャタロフは後にヴィランからヒーローに、八代目ゲナディ・ガブリロフはヒーローとして活動している。
チタニウムマン / ボリス・ブルスキー
ソ連の高官からシベリアの強制労働キャンプに左遷され、自分の有能さを政府に認めさせようとしてクリムゾン・ダイナモの開発施設を流用して開発したアーマーを装着して戦うヴィラン。ボリス・ブルスキーの死後、グレムリンというミュータントがチタニウムマンに扮していたこともあり、さらに現在は正体不明のチタニウムマンが戦っている。クリムゾン・ダイナモとロシア版アベンジャーズ「ソビエト・スーパー・ソルジャーズ」や、ラヂオアクティブマンとクリムゾン・ダイナモで「タイタニック3」を結成し、アイアンマンを苦しませた。
マダム・マスク
ホイットニー・フロストとして育てられたが、犯罪界の大物カウント・ネフェリアの死後に娘であることが発覚し、本名のジュリエッタ・ネフェリアを名乗って犯罪組織マギアに加わる。スターク・インダストリーズ襲撃に失敗した際に顔に永久に残る傷を負い、コードネームの由来となった黄金のマスクを被るようになる。過去、トニー・スタークに恋心を寄せていたことがある。『アイアンマン ザ・アドベンチャーズ』ではステインの娘ホイットニー・ステインとして登場する。
スパイマスター
一流の産業スパイ。ジャスティン・ハマーに雇われてアイアンマンの技術を流出させた。
ドレッドノート
国際テロ組織ハイドラが開発したロボット。
ドクター・ドゥーム / ヴィクター・フォン・ドゥーム
本来は、『ファンタスティック・フォー』のメインヴィランであるが、天才科学者にしてアーマーを着ているといった似たような境遇のためか幾度か対戦しており、そういった経緯から『インフィニティ・ガントレット』では真っ先にいざこざを起こすなど二人の仲は最悪であるものの、ソーバスターアーマー開発の際には知恵を貸したこともある。
フィン・ファン・フーム
マクルゥIVという惑星からやってきた宇宙生命で、巨大なドラゴンのような姿。本名は地球では聞き取れない発音であり、上記の名前は俗称である。マンダリンが所持する指輪もマクルゥIVのものである。
ウルティモ
マンダリンが開発した巨大ロボット。ゲーム『アイアンマン2』でもJ.A. R.V.I.Sのバックアップコピーを元に作られたAIとして戦術発展順応ネットワーク付きピコテック自己修復型軍需品「PROTEAN」を使った約20万トンのボディ等を操り登場。
ラヂオアクティブマン / チェン・ルー
中国政府の要望によって、大量の放射能を浴びてヴィランとなった核物理学者。アメリカのヒーローを倒すことで中国の優位性を証明しようとする。ソ連のクリムゾン・ダイナモ、チタニウムマンと共に共産主義ヴィランチーム「タイタニック3」を結成した。現在は中国に戻ってヒーローチーム「人民防衛軍」の一員として活動している。
『シビル・ウォー』や『ワールド・ウォー・ハルク』と言ったクロスオーバー作品では、アイアンマン自身がヴィラン的なポジションを演じることが多い。

## 漫画作品
Iron Man (vol.1) - 1968年～1996年。全332号。
Iron Man (vol.2) - 1996年～1997年。全13号。
Iron Man (vol.3) - 1998年～2004年。全89号。
Iron Man (vol. 4) - 2005年～2009年。全35号。
The Invincible Iron Man - 2008年～2012年。#1～#33、#500～#527。
Iron Man (vol.5) - 2013年～

## ディズニーパーク
香港ディズニーリゾートのみにあり、「トゥモローランド」内に初の『アイアンマン・エクスペリエンス』というライド型3Dアトラクションが存在する(日本の場合、『スター・ツアーズ:ザ・アドベンチャーズ・コンティニュー』と同類)。
ウォルト・ディズニー・カンパニーがマーベル社を買収(子会社化)にし、2009年頃から、ディズニーパークにマーベル関連のアトラクションを導入する予定(案)だった。
そして2017年にアイアンマンのアトラクションが出来た。
また、グッズ販売もしている。

## テレビアニメ

### The Marvel Super Heroes
1966年にアメリカで日替わりでマーベルヒーローが登場する帯アニメ『The Marvel Super Heroes』内で放送。アイアンマンは水曜日担当だった。

日本では、1970年代に東京12チャンネル（テレビ東京）で『まんがスーパー大集合』の枠で放送されていた、こちらは他のアメコミヒーローも放送していた。

### アイアンマン
アメリカで1994年から1996年にかけて放送、全26話。日本では1996年4月1日から9月30日にかけてNHKBS2の衛星アニメ劇場で放送された。2022年1月12日よりディズニープラスで全話配信開始。なお、吹き替え声優は一新されている。
内容はアニメオリジナルで、アイアンマンはアイアンフォースというオリジナルのヒーローチームを結成している。敵側もボスであるマンダリンとその補佐役となるコンピュータ人間モードック、マンダリンと結託した悪の実業家ジャスティン・ハマー、何人かのヴィランで構成されたチームダークブリンガーがレギュラーとして登場し、毎回正義と悪のチーム戦が繰り広げられた。またアメリカで同時期にテレビアニメが放映していたハルクがゲストキャラとして出演している。
本作のアーマーはモジュラーアーマーをメインとしているが、状況に応じてトニーの掛け声によってアーマーをチェンジする。アーマーの装着などの一部のバンクシーンでCGを使用しているが、当時のCG技術ゆえに他のシーンのセルアニメ部分と比べると明らかに質感が違い、浮いていた。

### アイアンマン ザ・アドベンチャーズ
2009年よりアメリカで放送中のフルCGアニメーション。日本では2009年11月にディズニーXDで放送開始。
本作に登場するトニー・スタークは16歳のティーンエイジャーにアレンジされている。

### アイアンマン（マッドハウス版）

#### テレビシリーズ
「マーベルアニメ（Marvel Anime）」プロジェクトとして制作された4作の第1弾として2010年10月1日から同年12月17日までアニマックスにて放送。

#### アイアンマン： ライズ・オブ・テクノヴォア
2012年10月、ニューヨークコミコンにて、マッドハウス制作による新作長編アニメ『Iron Man: Rise of Technovore』（原題）が2013年春にセルソフト形式で発売することが発表。2013年4月24日にソニー・ピクチャーズ エンタテインメントよりリリースされた。
スタッフ
- 監督 - 浜崎博嗣
- ストーリー - ブランドン・オーマン
- 脚本 - 梶研吾
- キャラクターデザイン・総作画監督 - 筱雅律
- 絵コンテ - 浜崎博嗣、川村賢一、夏目真悟、寺岡巌、川尻善昭
- 演出 - 川村賢一、夏目真悟
- クリーチャーデザイン - 韮沢靖
- メカニックデザイン - 石垣純哉
- 美術デザイン - 末武康光
- デザインワークス - 箕輪豊、戸倉紀元、新妻大輔、今村大樹、高橋瑞香、牟田口裕基
- コンセプトデザイン - 尾崎隆晴
- メカニック作画監督 - 牟田口裕基
- 銃器作画監督 - 新妻大輔
- 美術監督 - 池田繁美
- 色彩設計 - 橋本賢
- 撮影監督 - 吉岡宏夫
- 編集 - 木村佳史子、塚常真理子
- 音楽 - 高橋哲也
- 音響監督 - 三間雅文
- アニメーション制作 - マッドハウス
- 製作著作 - SH DTV Partners（ソニー・ピクチャーズ エンタテインメント、マッドハウス）

キャスト
- トニー・スターク - 藤原啓治
- ペッパー・ポッツ - 岡寛恵
- エゼキエル・ステイン - 入野自由
- ジェームズ・ローズ - 安元洋貴
- ニック・フューリー - 手塚秀彰
- ホークアイ - 阪口周平
- ブラック・ウィドー - 沢城みゆき
- パニッシャー - 玄田哲章

### ディスク・ウォーズ:アベンジャーズ
2014年4月から2015年3月までテレビ東京系列で放送した連続テレビアニメーション。本作では、ロキの陰謀によりディスクに閉じ込められてしまうが、バイオコードをインストールされた5人の子どもの一人であるアカツキ・アキラと共に戦う。アイアンマンの声は花輪英司、ジャービス（サポートAI）の声は加瀬康之。

## ゲーム

### 日本発売作品

#### ネイティブアプリ
- アイアンマン3 公式ゲーム

スマートフォン用ゲームアプリ。基本無料のアイテム課金制の3Dアクションゲーム。ソーシャルゲームではない。

#### クロスオーバー作品
- MARVEL ULTIMATE ALLIANCE
- アイアンマン/XOマノワー - アクレイムコミック『XOマノワー』とのクロスオーバー作品
- MARVEL ULTIMATE ALLIANCE 3: The Black Order

格闘ゲーム
- MARVEL SUPER HEROES
- MARVEL VS. CAPCOM 2 NEW AGE OF HEROES
- MARVEL VS. CAPCOM 3 Fate of Two Worlds
- マーベル VS. カプコン:インフィニット

また、『MARVEL VS. CAPCOM 2』及び『MARVEL VS. CAPCOM CLASH OF SUPER HEROES』には、ウォーマシンが登場。
後者はアイアンマンの版権使用許可が土壇場で取れなくなった事情により、既に許可が出ているウォーマシンの方を急遽参戦させた、という経緯がある。
LEGOシリーズ
- LEGO マーベル スーパー・ヒーローズ ザ・ゲーム
- LEGO マーベル スーパー・ヒーローズ  2 ザ・ゲーム

#### ゲスト及びサポートキャラ扱い
- キャプテンアメリカ アンド ジ アベンジャーズ
- アベンジャーズ・イン・ギャラクティックストーム